# Kendell Foster Crossen

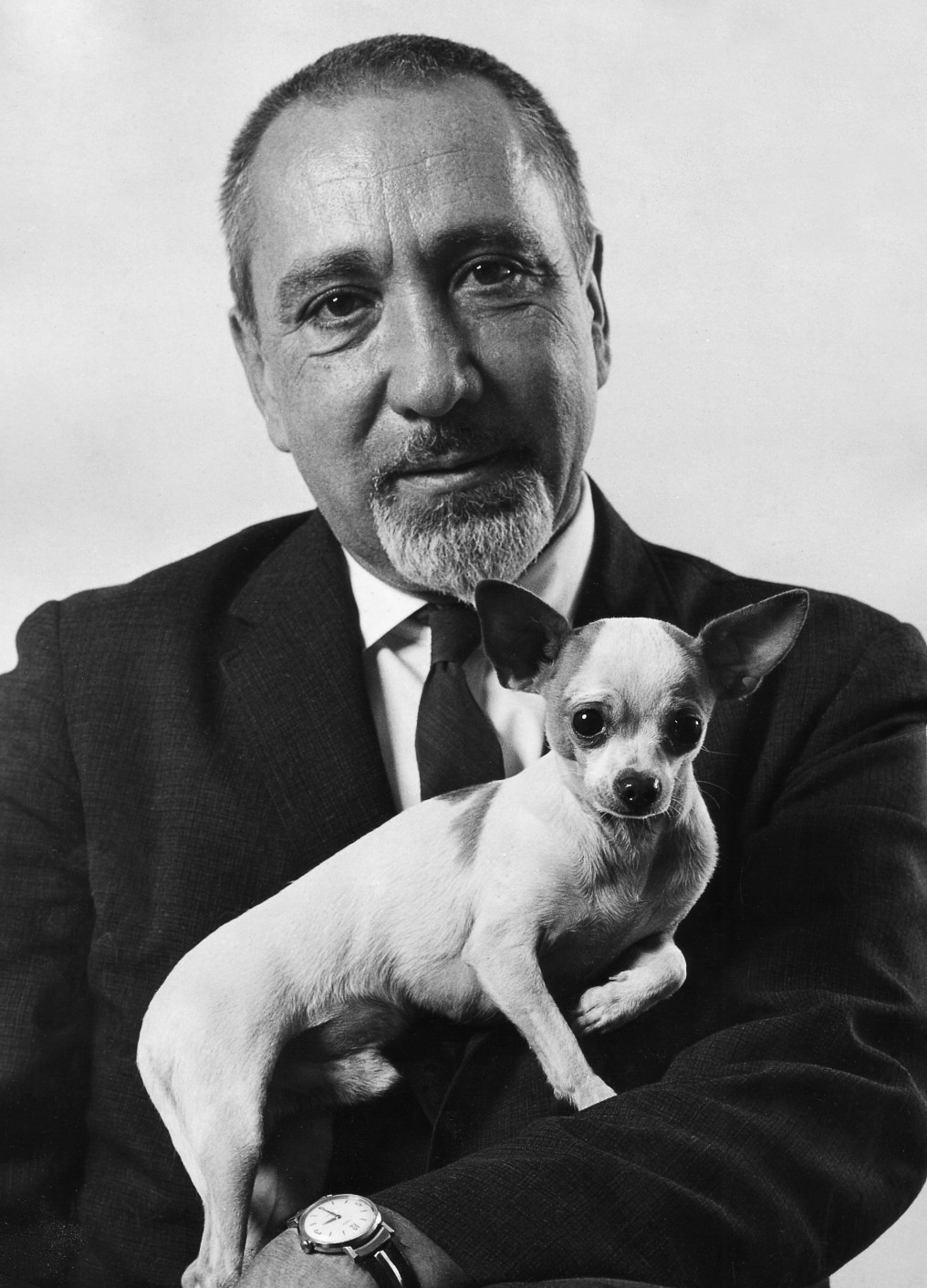
Kendell Foster Crossen

Kendell Foster Crossen (geboren am 25. Juli 1910 in Albany, Ohio; gestorben am 28. November 1981 in Los Angeles) war ein amerikanischer Krimi- und Science-Fiction-Autor.

## Leben
Crossen war der Sohn von Samuel Richard Crossen und Chlo Crossen, geborene Foster. Er besuchte das College in Rio Grande, Ohio und arbeitete danach in verschiedenen Berufen, bevor er 1939 für das Radio und für Zeitungen zu schreiben begann.
In den 1940er Jahren war er Redakteur des Krimi-Magazins Detective Fiction Weekly und begann dann selbst Detektivgeschichten für die Pulp-Magazine der Zeit zu schreiben, wobei er mehrere Pseudonyme verwendete, unter anderen Richard Foster, M. E. Chaber, Christopher Monig, Clay Richards und Bennett Barley.
Bekannt ist Crossen vor allem für seine Geschichten über den Martinis schlürfenden und Poesie zitierenden Versicherungsdetektiv Milo March, die er unter dem Pseudonym M. E. Chaber schrieb. In den 1960er Jahren erschien eine ganze Reihe dieser Romane auch in deutscher Übersetzung, vor allem in den „Mitternachtsbüchern“ des Desch Verlags.
Anfang der 1950er Jahre hatte Crossen begonnen, auch Science Fiction zu schreiben. Zu nennen sind hier vor allem der über übermenschliche Fähigkeiten verfügende „Grüne Lama“ (erschienen unter dem Pseudonym Richard Foster) und die „Manning Draco“-Reihe (nicht zu verwechseln mit den zwei Kriminalromanen um „Pete Draco“), in dem die Abenteuer eines intergalaktischen Handelsvertreters unter diversen Alien-Rassen geschildert werden.
Von den SF-Romanen außerhalb der genannten Serien sind zu nennen Year of Consent (1953) über einen die Macht ergreifenden Computer und The Rest Must Die (1959), dass die Schicksale einer Gruppe von im Untergrund New Yorks nach einem Atomangriff Überlebenden behandelt, die sich nach New Jersey durchschlagen.
Crossen hatte 1958 Lisa Palmieri geheiratet und mit ihr vier Kinder. Sein Nachlass befindet sich im Howard Gotlieb Archival Research Center der Boston University.

## Bibliografie

### Serien
Die Serien sind nach dem Erscheinungsjahr des ersten Teils geordnet.
The Green Lama (Kurzgeschichten, als Richard Foster)
- Babies for Sale (in: Double Detective, June 1940; auch: The Case of Babies for Sale, 2011)
- The Case of the Clown Who Laughed (in: Double Detective, October 1940)
- The Case of the Invisible Enemy (in: Double Detective, December 1940)
- Croesus of Murder (in: Double Detective, May 1940; auch: The Case of the Croesus of Murder, 2011)
- Death’s Head Face (in: Double Detective, September 1940; auch: The Case of the Death’s Head Face, 2011)
- The Green Lama (in: Double Detective, April 1940; auch: The Case of the Crimson Hand, 2011)
- The Man Who Wasn’t There (in: Double Detective, August 1940; auch: The Case of the Man Who Wasn’t There, 2011)
- The Wave of Death (in: Double Detective, July 1940; auch: The Case of the Wave of Death, 2011)
- The Case of the Crooked Cane (in: Double Detective, August 1941)
- The Case of the Fugitive Fingerprints (in: Double Detective, June 1941)
- The Case of the Hollywood Ghost (in: Double Detective, October 1941)
- The Case of the Mad Magi (in: Double Detective, February 1941)
- The Case of the Vanishing Ships (in: Double Detective, April 1941)
- The Case of the Beardless Corpse (in: Double Detective, March 1943)
- Dumont, Jethro (1976, in: Robert Weinberg (Hrsg.): The Green Lama; als Kendell F. Crossen)
- The Green Lama: The Complete Pulp Adventures Volume 1 (2011)
- The Green Lama: The Complete Pulp Adventures Volume 2 (2011)

Jason Jones
- The Case of the Curious Heel (1944)
- The Case of the Phantom Fingerprints (1945)

Manning Draco  (Kurzgeschichten)
- 1 The Merakian Miracle (in: Thrilling Wonder Stories, October 1951)
- 2 The Regal Rigelian (in: Thrilling Wonder Stories, February 1952)
- 3 The Polluxian Pretender (in: Thrilling Wonder Stories, October 1952)
- 4 The Caphian Caper (in: Thrilling Wonder Stories, December 1952)
- 5 Whistle Stop in Space (in: Thrilling Wonder Stories, August 1953)
- 6 Mission to Mizar (in: Thrilling Wonder Stories, November 1953)
- 7 The Agile Algolian (in: Thrilling Wonder Stories, Winter 1954)
- Once Upon a Star (Fix-up aus #1 bis 4, 1953)
- Whistle Stop in Space: Further Adventures of Manning Draco, Volume 2 (Sammlung, 2014)

Jerry Ransom (Kurzgeschichten)
- Things of Distinction (in: Startling Stories, March 1952)
- Halos, Inc. (in: Startling Stories, April 1953)

Milo March (als M. E. Chaber)
- Hangman’s Harvest (1952)
- All the Way Down (1953)
- As Old As Cain (1954)
  - Deutsch: Das verräterische Tagebuch. Übersetzt von Rosmarie Kahn-Ackermann und Georg Kahn-Ackermann. Desch (Die Mitternachtsbücher #85), München, Wien und Basel 1961, DNB 450848752.
- The Man Inside (1954)
  - Deutsch: Ein Mann zerstört sich selbst. Übersetzt von Walter Spiegl. Desch (Die Mitternachtsbücher #75), München, Wien und Basel 1961, DNB 450848760.
- The Splintered Man (1955)
- A Lonely Walk (1956)
  - Deutsch: Der Skandal. Übersetzt von Eduard Wald. Desch (Die Mitternachtsbücher #204), München, Wien und Basel 1964, DNB 450848787.
- The Gallows Garden (1958)
- A Hearse of Another Color (1958)
- So Dead the Rose (1959)
- Jade for a Lady (1962)
  - Deutsch: Mission in Hongkong. Übersetzt von Hanny Bezzola. A. Müller (AM-Auswahl #241), Rüschlikon-Zürich, Stuttgart und Wien 1966, DNB 456304231.
- Softly in the Night (1963)
  - Deutsch: Leise durch die Nacht. Übersetzt von Paul Baudisch. Desch (Die Mitternachtsbücher #239), München, Wien und Basel 1965, DNB 450848779.
- Uneasy Lies the Dead (1964)
  - Deutsch: Ist Rako tot? Übersetzt von Hanny Bezzola. A. Müller (AM-Auswahl #[Bd. 238]), Rüschlikon-Zürich, Stuttgart und Wien 1966, DNB 456304282.
- Six Who Ran (1965)
  - Deutsch: Der Millionenraub. Übersetzt von Luise Däbritz. Desch (Die Mitternachtsbücher #365), München, Wien und Basel 1967, DNB 456304274.
- Wanted: Dead Men (1965)
  - Deutsch: Gesucht ein toter Mann. Aus dem Amerikanischen ins Deutsche übertragen von Rosmarie Kahn-Ackermann. Desch (Die Mitternachtsbücher #340), München, Wien und Basel 1967, DNB 456304290.
- The Day It Rained Diamonds (1966)
  - Deutsch: Eine Hand voll Juwelen. Übersetzt von Luise Däbritz. Desch (Die Mitternachtsbücher #355), München, Wien und Basel 1967, DNB 456304207.
- A Man in the Middle (1967)
  - Deutsch: In Hongkongs dunklen Gassen. Übersetzt von Melitta Dittmann. Desch (Die Mitternachtsbücher #397), München, Wien und Basel 1968, DNB 456304258.
- Wild Midnight Falls (1968)
- The Flaming Man (1969)
  - Deutsch: Im dunklen Los Angeles. Übersetzt von Luise Däbritz. Desch (Die Mitternachtsbücher #463), München 1970, DNB 456304215.
- Green Grow the Graves (1970)
  - Deutsch: Geheimauftrag für Milo March. Übersetzt von Renata Blodow. Desch (Die Mitternachtsbücher #508), München, Wien und Basel 1970, ISBN 3-420-00508-3.
- The Bonded Dead (1971)
  - Deutsch: Hände weg, oder … Übersetzt von Barbara Klau und Hansjürgen Wille. Desch (Die Mitternachtsbücher #589), München, Wien, Basel 1972, ISBN 3-420-00589-X.
- Born to Be Hanged (1973)

Kim Locke
- The Tortured Path (1955)
- The Big Dive (1959)
- The Gentle Assassin (1964, ursprünglich als Clay Richards)

Brian Brett (als Christopher Monig)
- The Burned Man (1956)
- Abra-Cadaver (1958)
  - Deutsch: Zweimal Mr. Greene. Übersetzt von Tony Westermayr. Goldmann-Taschenkrimi #2296, München und Wollerau/Schweiz 1967, DNB 456304185.
- Once Upon a Crime (1959)
- The Lonely Graves (1960)

Pete Draco (als Richard Foster)
- Bier for a Chaser (1959)
- Too Late for Mourning (1960)

Grant Kirby (als Clay Richards)
- The Marble Jungle (1961)
- Death of an Angel (1963)

### Romane
- The Laughing Buddha Murders (1944; als Richard Foster)
- The Invisible Man Murders (1945; als Richard Foster)
- Murder Out of Mind (1945; als Ken Crossen)
- Satan Comes Across (1945; als Bennett Barlay)
- The Girl from Easy Street (1952; als Richard Foster)
- Year of Consent (1954)
- Blonde and Beautiful (1955; als Richard Foster)
- The Rest Must Die (1959; als Richard Foster)
- Who Steals My Name (1964; als Clay Richards)
- Acid Nightmare (1980; als M E Chaber)

### Kurzgeschichten
1951:
- The Boy Who Cried Wolf 359 (in: Amazing Stories, February 1951)
- Restricted Clientele (in: Thrilling Wonder Stories, February 1951)
- The Last Touch of Venus (in: Amazing Stories, April 1951)

1952:
- The Ambassadors from Venus (in: Planet Stories, March 1952)
- The Gnome’s Gneiss (in: Startling Stories, May 1952)
- Passport to Pax (in: Startling Stories, July 1952)
  - Deutsch: Pax, Planet der Rätsel. Übersetzt von M. F. Arnemann. In: Pax, Planet der Rätsel. Pabel (Utopia Zukunftsroman #252), 1960.
- The Hour of the Mortals (in: Startling Stories, August 1952)
- The Girl Next Door (in: Fantastic Story Magazine, November 1952)
- Get Along Little Unicorn (in: Space Stories, December 1952)
- Love That Air! (in: Startling Stories, December 1952)
- Public Enemy (in: Dynamic Science Fiction, December 1952)
- Love Story (1952, in: Kendell Foster Crossen: Future Tense; als Christopher Monig)

1953:
- My Old Venusian Home (in: Startling Stories, January 1953)
- Assignment to Aldebaran (in: Thrilling Wonder Stories, February 1953; auch: Assignment in Aldebaran, 1954)
- The Closed Door (in: Amazing Stories, August-September 1953; als Kendall Foster Crossen)

1954:
- His Head in the Clouds (in: Startling Stories, January 1954)
- Plague (in: Science Fiction Adventures, March 1954; als Ken Crossen)
- The Green Earth Forever (in: Spaceway, June 1954; als Christopher Monig)

1962:
- The Golden Flask (in: The Magazine of Fantasy and Science Fiction, August 1962; als Kendell F. Crossen)

Anthologien
- Adventures in Tomorrow (1951; als Kendell F. Crossen)
- Future Tense (1952)
- Murder Cavalcade (Mystery, 1953)